# Финал на Шампионската лига 2004
Финалът на Шампионската лига през сезон 2003/04 е финал за футболния турнир, наречен Шампионска лига. Финалът се играе на 26 май 2004 г. между португалския отбор Порто и френския отбор Монако на стадион Арена ауф Шалке в германския град Гелзенкирхен. Това е 49-ият финал за най-престижния европейски турнир.
Крайният резултат е 3:0 в полза на Порто, а на стадиона в Германия присъстват 52 000 зрители.

## Състави на двата отбора

### Порто
99. Витор Баия

2. Жорже Коща

4. Рикардо Карвальо

8. Нуно Валенте

22. Пауло Ферейра

6. Кощиня

10. Деко (заменен в 85-ата минута от номер 3., Педро Емануел)

18. Нуно Маниш

19. Карлос Алберто (заменен в 60-ата минута от номер 15., Дмитрий Аленичев)

23. Педро Мендеш

11. Вандерлей Дерлей (заменен в 78-ата минута от номер 77., Бени Маккарти)

Треньор: Жозе Муриньо

#### Неизползвани резерви
13. Нуньо

5. Рикардо Коща

9. Едгарас Янкаускас

17. Жозе Босингва

### Монако
- Флавио Рома
- Жулиен Родригез
- Гаел Живе (заменен в 72-рата минута от Себастиен Скилачи)
- Уго Ибара
- Лукас Бернарди
- Патрис Евра
- Людовик Жули (заменен в 23-тата минута от Дадо Пършо)
- Едуард Сисе (заменен в 64-тата минута от Шабани Нонда)
- Андреас Зикос
- Жером Ротен
- Фернандо Мориентес

Треньор: Дидие Дешам

#### Неизползвани резерви
- Мано Силва
- Ярослав Плашил
- Еманюел Адебайор
- Хасан ел Факири

## Голове

### Порто – Монако 1:0
В 39-ата минута Порто изпълнява свободен удар, но топката се отбива от стената. След това топката пак отива в притежание на играчите на Порто и те подават на Карлос Алберто, който от 10 метра вкарва първия гол в мача.

### Порто – Монако 2:0
В 71-вата минута Монако атакува неуспешно и Порто организира контраатака. Деко пробива и подава на Аленичев, който е отляво. Руснакът навлиза в наказателното поле на Монако и плъзва топката обратно към Деко, който вкарва за 2:0.

### Порто – Монако 3:0
В 75-ата минута Порто отново организира контраатака отляво. Дерлей стреля, но топката се отклонява и Аленичев вкарва третия гол за Порто.

## Съдия и наказателни картони
Главен съдия на двубоя е датчанинът Ким Милтън Нилсен.
Жълти картони получават Нуно Валенте през 29-ата минута, след като фаулира Едуард Сисе; Карлуш Алберто през 40-ата, тъй като си сваля фланелката след отбелязването на първия гол; и капитана на Порто Жорже Коща през 77-ата минута.